# Frýdlant nad Ostravicí-Nová Dědina
Frýdlant nad Ostravicí-Nová Dědina je železniční zastávka, která se nachází v jižní části města Frýdlant nad Ostravicí v okrese Frýdek-Místek. Leží v km 1,750 jednokolejné trati Frýdlant nad Ostravicí – Ostravice mezi zastávkami Frýdlant nad Ostravicí zastávka a Ostravice zastávka.

## Historie
Zastávka nesla od roku 1939 dvojjazyčný název Neu Diedina / Nová Dědina, od roku 1945 se používala již jen česká varianta Nová Dědina. Od roku 1961 nese zastávka název Frýdlant nad Ostravicí-Nová Dědina.

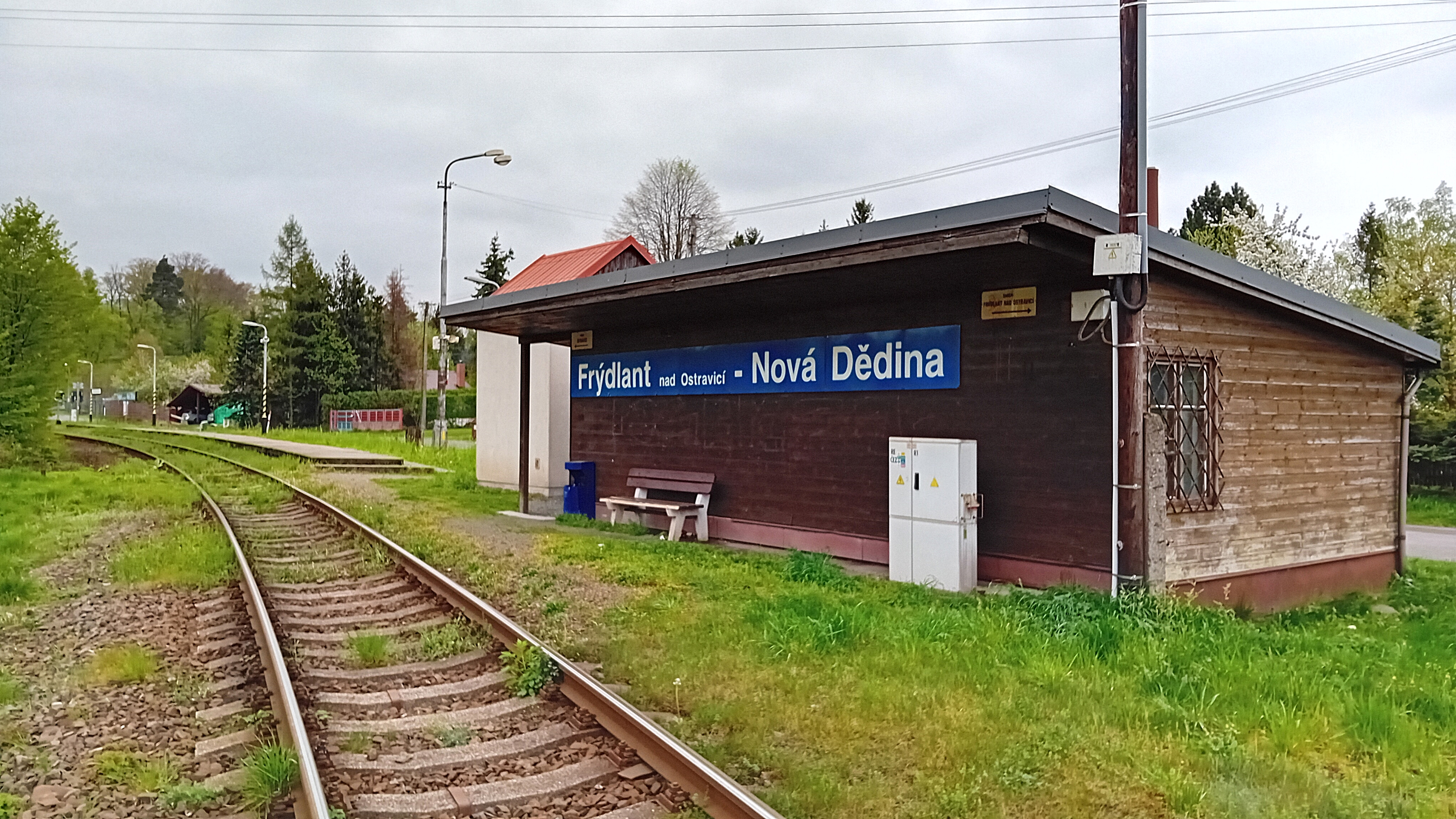
Celkový pohled na zastávku

## Popis zastávky
V zastávce je u traťové koleje zřízeno panelové nástupiště o délce 64 metrů, výška nástupní hrany se nachází 300 mm nad temenem kolejnice. Nástupiště se nachází vpravo ve směru jízdy od Frýdlantu do Ostravice.
Osvětlení v zastávce se spíná automaticky pomocí soumrakového čidla. Zastávka je trvale neobsazená železničními zaměstnanci. Cestující jsou informování o jízdách vlaků pomocí akustického informační systém INISS, který je ovládán ze stanice Frýdlant nad Ostravicí.
V bezprostřední blízkosti zastávky se nachází přejezd P7459 v km 1,850, který je vybaven světelným přejezdovým zabezpečovacím zařízením bez závor. V zastávce se neprodávají jízdenky, odbavení  cestujících probíhá ve vlaku.

## Provoz osobní dopravy
V zastávce zastavují osobní vlaky ČD z/do Frýdlantu nad Ostravicí a Ostravice na lince Esko S5, která je integrovaná v systému ODIS. Spěšné vlaky zastávkou projíždějí.